# Icones plantarum formosanarum nec non et contributiones ad floram formosanam
Icones plantarum formosanarum nec non et contributiones ad floram formosanam (abreviado Icon. Pl. Formosan.) es un libro con ilustraciones y descripciones botánicas que fue escrito por el botánico japonés Bunzō Hayata y publicado en 10 volúmenes en los años 1911-1921.